# Bogdan Babić
Bogdan Babić (Kotor Varoš, 6. veljače 1891. – Zagreb, 13. studenog 1961.), hrvatski geolog.
Diplomirao je u Zagrebu, a djelovao u srednjoj školi i u Institutu za rudarska istraživanja u Zagrebu. Godine 1922. napisao je srednjoškolski udžbenik iz geologije i mineralogije.